# Черкаська
Черка́ська — річка в Україні, в межах Чортківського району Тернопільської області. Права притока Серету (басейн Дністра).

## Опис
Довжина 25 км. Площа водозбірного басейну 96 км². Похил річки 5,6 м/км. Долина V-подібна, завглибшки в пониззі до 50—60 м, завширшки до 2,2 км. Річище слабозвивисте, завширшки 2—5 м (у пониззі). Живлення мішане, з переважанням снігового. Льодостав із грудня до березня. Використовується частковона господарські потреби.

## Розташування
Бере початок на захід від села Білобожниці. Тече на південний схід (у середній течії — на південь). Впадає до Серету в селі Сосулівці.

## Притоки
- Травний (права).